# 김영국 (관료)
김영국(金永國)은 일제강점기의 지방행정 관료이다.

## 생애
대한제국 무관의 아들로 태어나 함경도 지역에서 조선총독부 관리로 근무했다. 1910년대에 장진군과 정평군에서 군서기로 재직한 데 이어, 1920년부터는 함경남도 도청 소재지인 함흥군에서 군서기를 지냈다.
1928년에 승진하여 내륙의 오지 지역인 함경북도 삼수군 군수에 임명되었다. 이때 고등관 8등으로 정8위에 서위되어 있었고 1930년에는 고등관 7등으로 승진하며 종7위로 승서되었다.
일제 강점기에도 월급을 모아 땅을 사고 집을 짓는 등 비교적 여유있는 생활을 했다. 부인은 창덕궁 양잠소의 교사 출신이었다. 아들 가운데 미술에 재능이 있는 김흥수가 도쿄 미술학교에 진학하여 화가가 되는데 도움을 주기도 했다. 그러나, 군수직에서 물러난 말년에는 소작농으로 일하느라 생활이 어려워져, 방이 많은 살림집을 여관으로 개조하여 운영하게 되었다.
여관 개설 후 얼마 되지 않아 1940년대 초반에 사망했다. 김영국 사후에 태평양 전쟁이 종전되고 소군정이 시작되었을 때, 김흥수는 공산주의에 반대하여 월남한 뒤 대한민국의 유명 화가가 되었다. 반면 군청 공무원으로 근무하던 맏아들은 월남을 시도하다가 체포된 것으로 알려져 있다.
2008년 발표된 민족문제연구소의 친일인명사전 수록예정자 명단 가운데 관료 부문에 포함되었다.

## 같이 보기
- 김흥수

## 참고자료
- 김흥수 (2003년 7월 7일). “[나의 이력서 로맨스의 화가 김흥수] 2. 부모님 전상서”. 한국일보. 2008년 6월 24일에 확인함. |제목=에 지움 문자가 있음(위치 1) (도움말)[깨진 링크(과거 내용 찾기)]